# Cosmosoma rubripeda
Cosmosoma rubripeda là một loài bướm đêm thuộc phân họ Arctiinae, họ Erebidae.